# Asthenargoides kurtchevae
Asthenargoides kurtchevae là một loài nhện trong họ Linyphiidae.
Loài này thuộc chi Asthenargoides. Asthenargoides kurtchevae được Kirill Yuryevich Eskov miêu tả năm 1993.